# Talcy (Loir-et-Cher)
Talcy je francouzská obec v departementu Loir-et-Cher v regionu Centre-Val de Loire. V roce 2011 zde žilo 262 obyvatel. V obci se nachází zámek Talcy.

## Sousední obce
Concriers, La Chapelle-Saint-Martin-en-Plaine, La Madeleine-Villefrouin, Le Plessis-l'Échelle, Roches, Séris, Villexanton

## Vývoj počtu obyvatel
Počet obyvatel 